# Polyplax
Polyplax är ett släkte av insekter. Polyplax ingår i familjen ledlöss.

## Bildgalleri

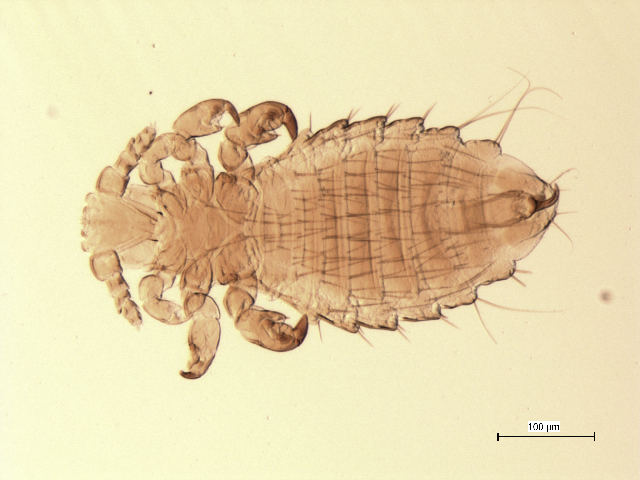

## Dottertaxa tillPolyplax, i alfabetisk ordning[1]
- Polyplax abyssinica
- Polyplax acomydis
- Polyplax alaskensis
- Polyplax antennata
- Polyplax arvicanthis
- Polyplax asiatica
- Polyplax auricularis
- Polyplax biseriata
- Polyplax blanfordi
- Polyplax borealis
- Polyplax brachyrrhyncha
- Polyplax brachyuromyis
- Polyplax bullimae
- Polyplax bureschi
- Polyplax calomysci
- Polyplax caluri
- Polyplax cannomydis
- Polyplax chinensis
- Polyplax cummingsi
- Polyplax cutchicus
- Polyplax dacnomydis
- Polyplax dentaticornis
- Polyplax deomydis
- Polyplax dolichura
- Polyplax ellobii
- Polyplax eropepli
- Polyplax expressa
- Polyplax gerbilli
- Polyplax gracilis
- Polyplax grammomydis
- Polyplax guatemalensis
- Polyplax hannswrangeli
- Polyplax hoogstraali
- Polyplax hopkinsi
- Polyplax humae
- Polyplax hurrianicus
- Polyplax indica
- Polyplax insulsa
- Polyplax jonesi
- Polyplax kaiseri
- Polyplax kondana
- Polyplax melasmothrixi
- Polyplax meridionalis
- Polyplax myotomydis
- Polyplax nesomydis
- Polyplax opimi
- Polyplax otomydis
- Polyplax oxyrrhyncha
- Polyplax paradoxa
- Polyplax parataterae
- Polyplax phloemydis
- Polyplax phthisica
- Polyplax plesia
- Polyplax praecisa
- Polyplax praomydis
- Polyplax pricei
- Polyplax qiuae
- Polyplax reclinata
- Polyplax rhizomydis
- Polyplax roseinnesi
- Polyplax serrata
- Polyplax sindensis
- Polyplax smallwoodae
- Polyplax solivaga
- Polyplax spinigera
- Polyplax spinulosa
- Polyplax steatomydis
- Polyplax stephensi
- Polyplax subtaterae
- Polyplax tarsomydis
- Polyplax taterae
- Polyplax thamnomydis
- Polyplax vacillata
- Polyplax wallacei
- Polyplax waterstoni
- Polyplax werneri
- Polyplax vicina
- Polyplax visenda